# Drassyllus mirus
Drassyllus mirus Platnick & Shadab, 1982 è un ragno appartenente alla famiglia Gnaphosidae.

## Etimologia
Il nome proprio deriva da un'arbitraria combinazione di lettere, come indicato dallo stesso descrittore nella pubblicazione. In realtà sembra comunque riferirsi in parte alla località messicana di rinvenimento: Miraflores.

## Caratteristiche
Fa parte dell'insularis-group di questo genere: ha varie somiglianze con D. prosaphes e D. sonus; se ne distingue per le dimensioni più ampie posteriormente dell'epigino nelle femmine.
L'olotipo femminile rinvenuto più grande ha lunghezza totale è di 5,47mm; la lunghezza del cefalotorace è di 2,17mm; e la larghezza è di 1,76mm.

## Distribuzione
La specie è stata reperita nel Messico occidentale: nei pressi della località di Miraflores, poco distante da Las Casitas, cittadina dello stato della Bassa California del Sud.

## Tassonomia
Al 2015 non sono note sottospecie e dal 1982 non sono stati esaminati nuovi esemplari